# فیلم و ویدئو در عصر دیجیتال
کتاب «فیلم و ویدئو در عصر دیجیتال»نوشته «فرخ مجیدی»، از کتاب‌های مرجع برای پویندگان و پژوهندگان فناوری فیلم و دیجیتال  و برنده جایزه کتاب سال سینمای ایران در سال 93 می باشد.
فرخ مجیدی از فیلم برداران پیشرو و بادانش سینما است که بسیاری از فیلم های سینمایی و  مجموعه‌های تلویزیونی مشهور ایران با دوربین او ماندگار شده است.

## جایزه کتاب سال سینمای ایران
در چهارمین دوره مراسم اهدای «قلم زرین» به «بهترین کتاب سال سینمای ایران» که روز سه شنبه، ۲۹ مهر 1393 در تالار سیف‌الله داد خانه سینما برگزار شد، از فرخ مجیدی به دلیل تلاش فراوان در پرداختن دقیق و علمی به فناوری دیجیتال در حرفه‌های گوناگون سینمایی تقدیرو این جایزه به وی اهدا شد.
این کتاب غیر از فیلم برداری دیجیتال، مرجع خوبی برای دست‌اندرکاران بخش‌های دیگر تولید و پس از تولید در سینما نیز می‌باشد.

## بخشی از یادداشت نویسنده
"دوران پر هیجانی را تجربه می‌کنیم، عصر پر شتاب تغییرات و تحولات در دنیای دیجیتال. هنوز مقوله Full HD به درستی فراگیر نگشته، صحبت 4K به میان آمد و قبل از اینکه آن را به خوبی دریابیم، کاروان پرشتاب فناوری رو به تجربه نوین دیگری آورده: 3D! و این‌گونه که نشانه‌ها اشاره دارند، تب این فناوری خیلی زود به عرق نشسته و می‌رود تا فرو کشد؛ و اما کاروان بی قرار ابداعات آرام نگرفته و به پدیده شگرف دیگری روی کرده‌است: 8K! خیلی زود و حتی شاید قبل از این که این کتاب را در پیش روی داشته باشید، فرمت 8K همه‌گیر شده و شاید هم در آن هنگام می‌رود تا تازگی و تأثیر شگرف خود را از دست بدهد، چرا که بحث از فناوری نوین و مسحورکننده دیگری به میان آمده‌است! نقش ما در مقابل این همه تغییر و تحولات برق آسا چیست؟ ناظری بی‌طرف یا مشارکت‌کننده‌ای فعال؟"

## فصل‌های کتاب
«نورسنج و کنترل نوردهی»
«دوربین فیلم‌برداری»
«تفاوت آنالوگ با دیجیتال»
«عدسی»
«پروژکتورها و نمایش‌گرهای ویدئویی»
«رنگ و فیلتر»
«ویژگی دوربین‌های دیجیتال»
«صدا در فیلم و ویدئو»
«تکنیک ضبط صدا»
«تدوین فیلم»
«تدوین خطی و غیرخطی»
«تله‌سینما و دیجیتال سینما»